# Отрокский сельсовет
Отрокский сельсовет — сельское поселение в Идринском районе Красноярского края.
Административный центр — село Отрок.

## Население
| 2010 | 2012 | 2013 | 2014 | 2015 | 2016 | 2017 |
| ---- | ---- | ---- | ---- | ---- | ---- | ---- |
| 671  | ↗674 | ↘650 | ↘638 | ↘623 | ↘622 | ↘600 |

## Состав сельского поселения
В состав сельского поселения входят 3 населённых пункта:
| № | Населённый пункт | Тип населённого пункта       | Население |
| - | ---------------- | ---------------------------- | --------- |
| 1 | Адриха           | деревня                      | 75        |
| 2 | Козино           | деревня                      | 115       |
| 3 | Отрок            | село, административный центр | 481       |

## Местное самоуправление
Отрокский сельский Совет депутатов
Дата избрания: 20.09.2015. Срок полномочий: 5 лет. Количество депутатов: 6
Глава муниципального образования
- 2010—2015 — Акулов Владимир Петрович
- с 2015 года — Москаленко Константин Иванович